# 杨恭道
杨恭道（?—?），是隋文帝族侄观王杨雄的儿子。
父亲杨雄和高颎、虞庆则、苏威在隋朝初年并称四贵。他的哥哥杨恭仁历事隋唐二朝，是唐高祖的宰相，弟弟杨师道是唐太宗的宰相。大业九年（613年），杨玄感反隋，进攻洛阳城，韩擒虎的儿子韩世谔、杨恭道、虞世基的儿子虞柔、来护儿的儿子来渊、裴蕴的儿子裴爽、大理卿郑善果的儿子郑俨等高官子弟四十余人都归降了杨玄感，杨玄感将亲信要职授予他们。杨玄感失败后，杨恭道下落没有记载。他第三个女儿杨氏后成为被唐太宗的妃嫔。杨氏的册封诏书上，列明杨恭道最高官职为魏王府咨议参军。